# Mariela Spacek
Mariela Spacek (ur. 3 listopada 1974) – austriacka judoczka. Olimpijka z Atlanty 1996, gdzie zajęła dziewiąte miejsce w kategorii 66 kg. Siódma na mistrzostwach świata w 1995. Brązowa medalistka mistrzostw Europy w 2001 i siódma w 1995. Pięciokrotna medalistka kraju; pierwsza w latach 1995, 1996 i 2000 roku.
- Turniej w Atlancie 1996

Wygrała z Rosjanką Eleną Kotelnikovą a przegrała z Kubanką Odalis Revé-Jiminez i Francuzką Alice Dubois.